# Torre d'aigua Groß Sand
La Torre d'aigua de Gross Sand (en baix alemany Watertoorn vun Groot Sand) és una torre d'aigua al barri de Willemsborg a l'estat d'Hamburg a Alemanya. L'edifici té un cert nivell de protecció cultural.
La torre, dissenyada per l'arquitecte Wilhelm Brünicke, al marge del canal Veringkanal va inaugurar-se el 1911 i va funcionar fins al 1957. És un edifici octogonal de quasi 46 m d'altitud. Està construït sobre un fonament de formigó armat suportat damunt 19 pals de fusta d'una llargada de 12 metres. A l'inici contenia les instal·lacions tècniques, habitatges per al personal i el museu d'història local del llavors municipi independent hannoverès de Wilhelmsburg.
És una construcció de formigó i d'acer, coberta de maons decoratius i decorada amb baixos relleus d'al·legories de l'aigua. Degut a la vegetació opulent a l'entorn de la torre, malauradament, non són totes visibles i fotografiables.
Ja a la Segona Guerra Mundial van crear-se habitatges d'emergència a la torre. Aquests van ser restaurats als anys 1980. El 1991 la parròquia de Bonifaci va adquirir la torre i va continuar la seva funció d'habitatge.

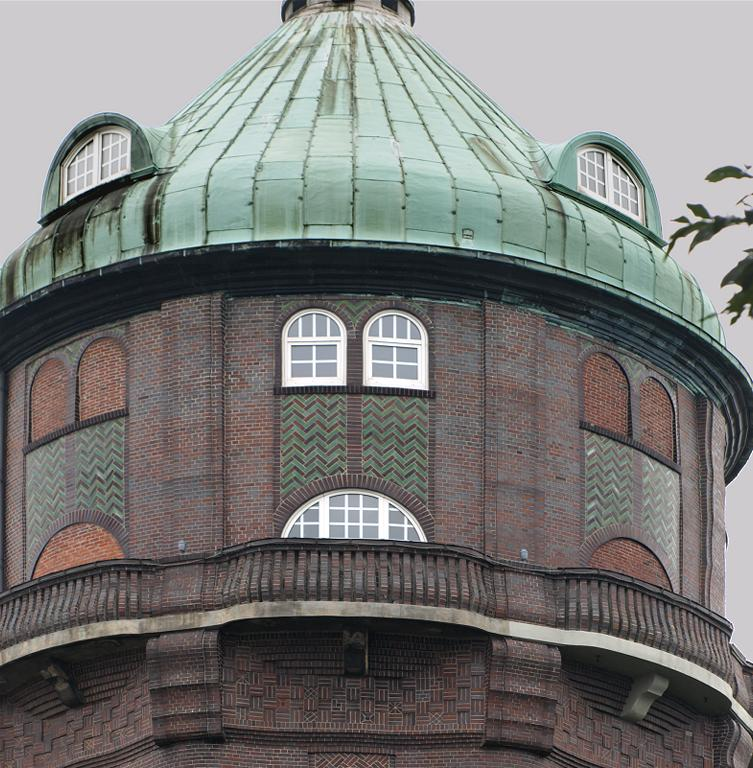
El cim
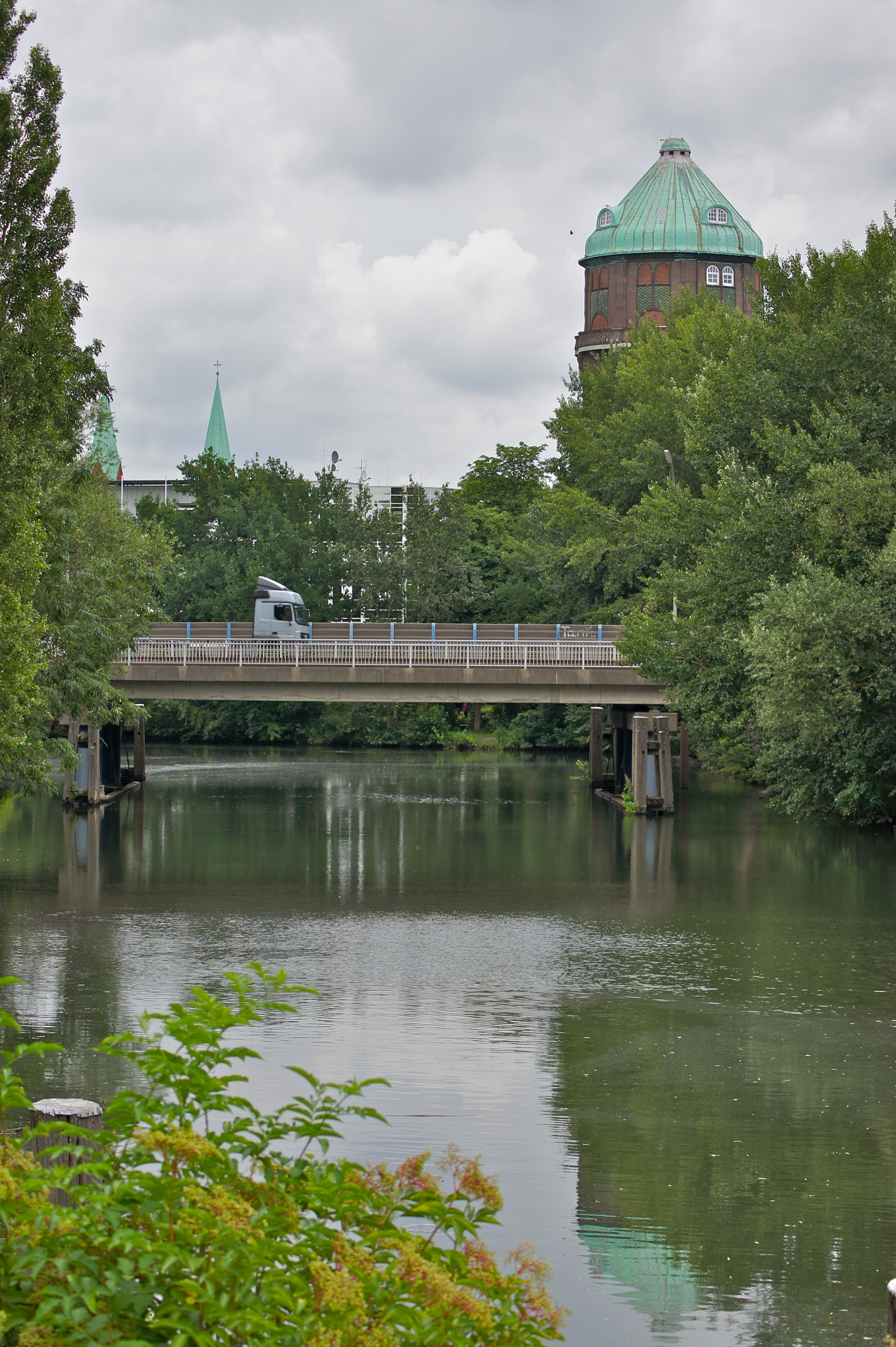
La torre vista des del Veringkanal
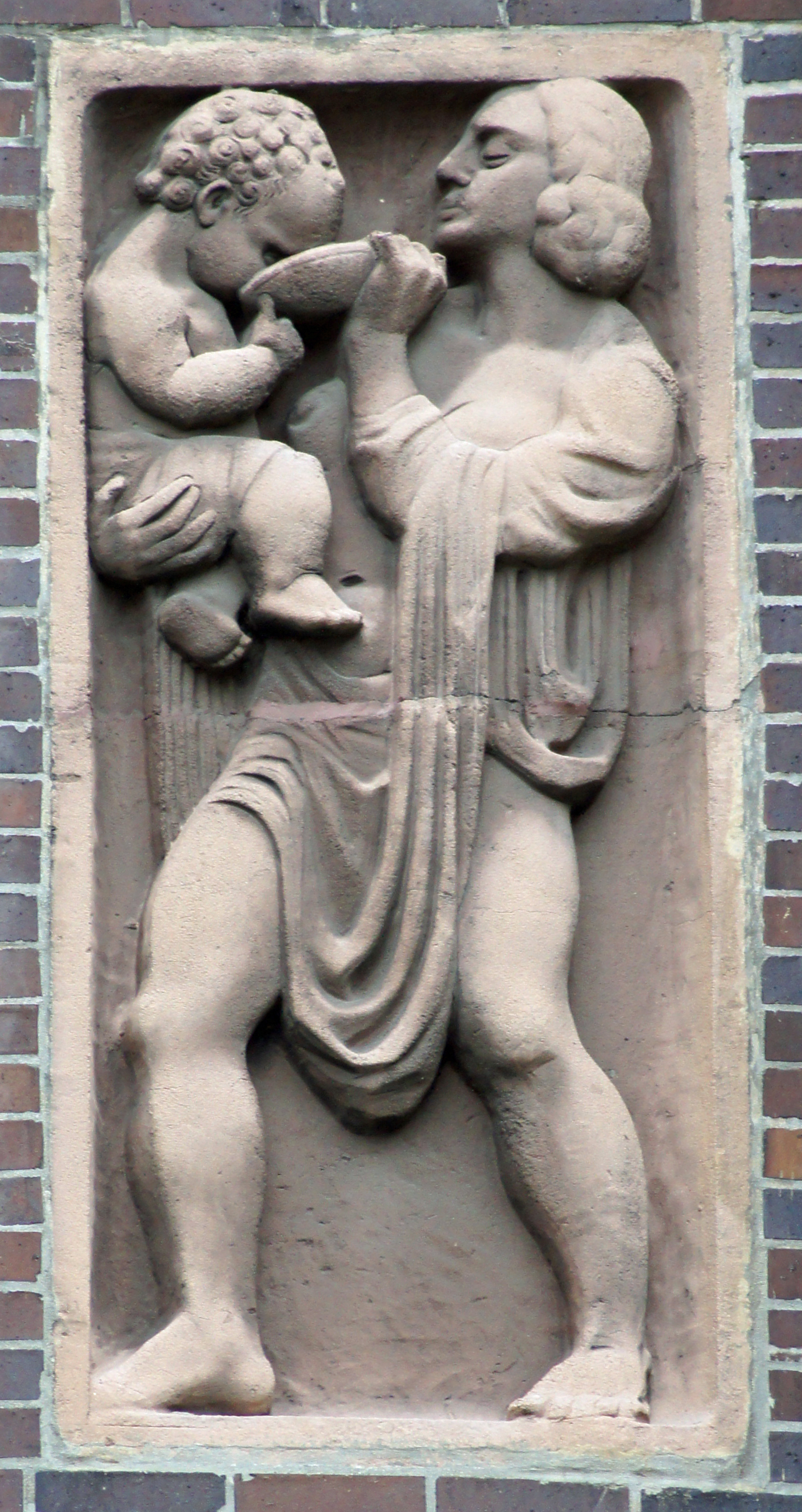
Al·legories
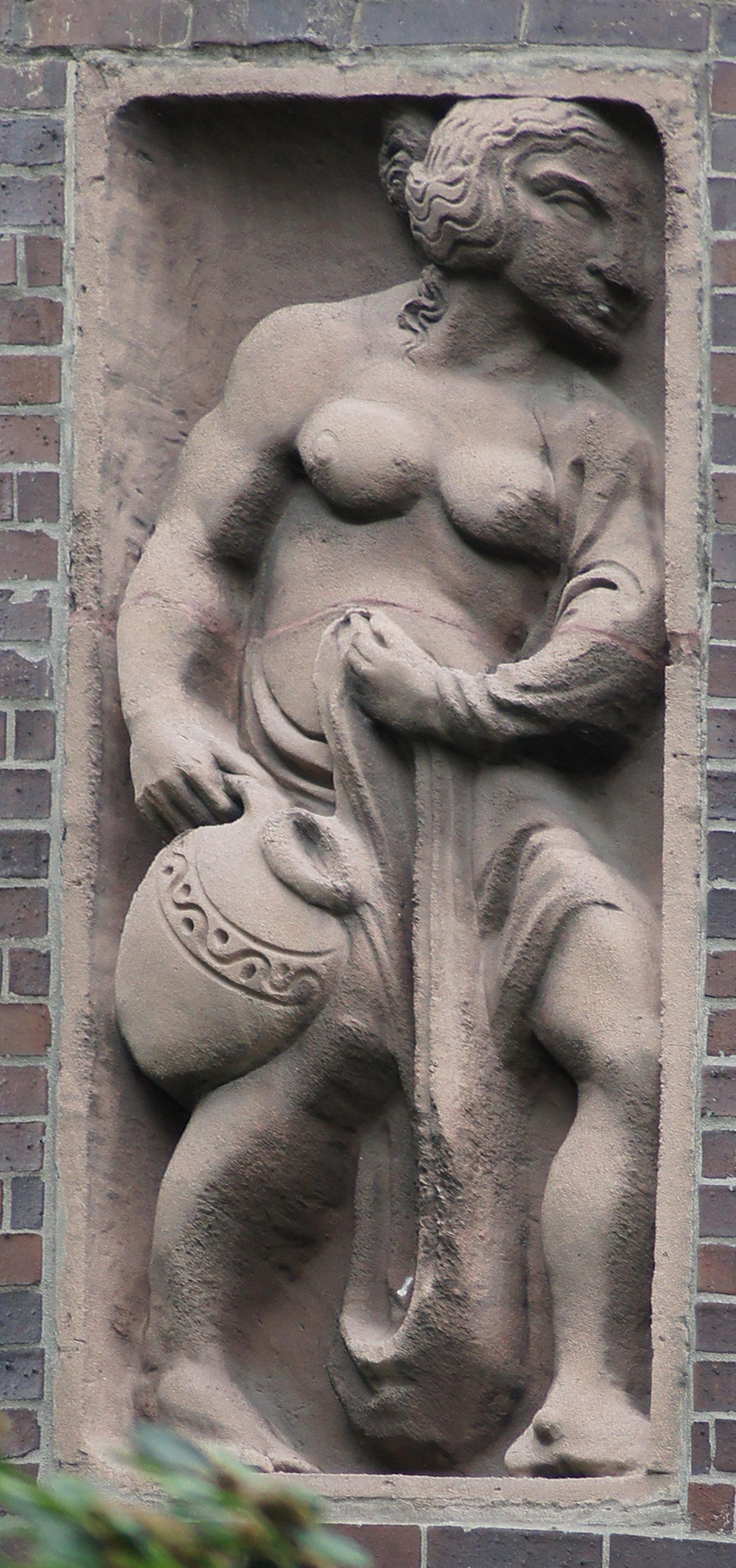
Al·legories
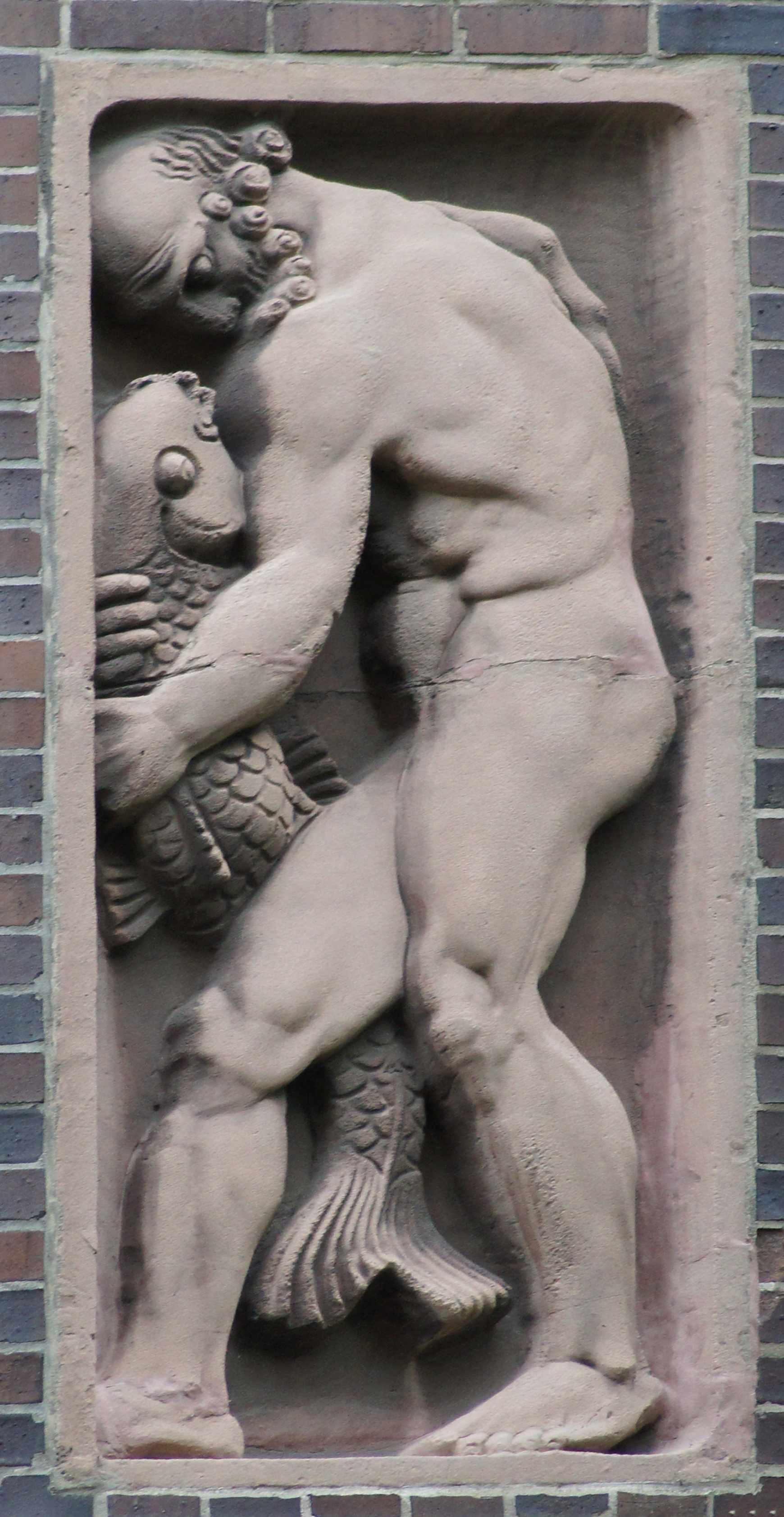
Al·legories
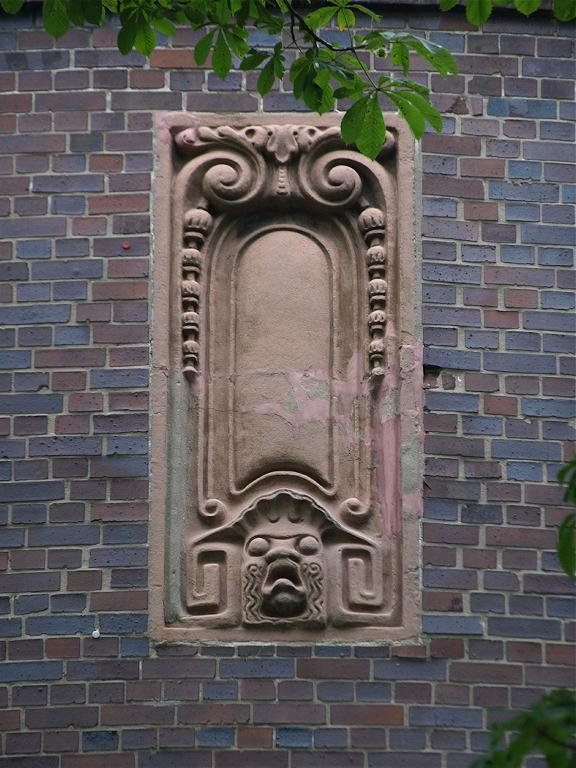